# Misión Santísimo Nombre de María
La Misión Santísimo Nombre de María fue una misión de origen novohispano del siglo XVII situada en el condado de Houston en Texas, EE. UU.
Se trató de la segunda misión española en el actual Texas, fundada en 1690 tras el primer establecimiento de la misión San Francisco de los Tejas (Nebedache, condado de Houston).

## Historia
Fundada en 1690 por el padre franciscano Francisco Casañas de Jesús María del Colegio de Santa Cruz de Querétaro, a orillas del río Arcángel San Miguel, actual río Neches, para la evangelización de los indios Nabedache (Hasinai). El aprovisionamiento se realizaba a través de la bahía de Matagorda. La inundación sufrida en 1692, unida al escaso éxito en la obtención de neófitos resultaron en la orden del gobernador Domingo Terán de los Ríos del cierre de la misión en 1693 y el traslado de sus vecinos a San Francisco de los Tejas. El padre Casañas fue asesinado por los apaches de Nuevo México en 1696 en San Cristóbal de Jémez, siendo protomártir de Propaganda Fide en América.

## Descripción
No se ha identificado el lugar exacto de la misión. Desde 1934 existe un marcador en el State Highway 21.